# 矢島理佐
矢島 理佐（やじま りさ、1988年8月26日 - ）は、日本の女優。神奈川県出身。身長160cm。

## 出演

### 映画
- カリスマハウス＠おっさんずブルース（中村公彦監督） - 大貫咲苗役 (2020)[1]
- 先生から/堀内博志監督 - 幸恵役 (2019)
- ジャンクション 29/ウエダアツシ監督 -  同級生役 (2019)
- ミは未来のミ/磯部鉄平監督 - 寺田美香役(2018) (SKIP シティ国際 D シネマ映画祭 2019 SKIP シティアワード受賞)
- SUZUKI-SUZUKI/鈴木勇輝監督 - 田中沙希役(2018)
- Routine/野口高遠監督 - 主演 (2018)
- 午後 3 時の悪魔/池田健太監督 - 主演・奈緒子(2017) (Festival Silhouette2018 ノミネート、第 31 回 New Jersey Film Festival 入選 第 11 回 Blow-up InternationalArthouse FilmFest 入選)
- 最後のデート/鈴木勇輝監督 - 田中役 (2017) (2017kisssh-kissssssh 映画祭ノミネート、第 3 回関前諸島岡村島映画祭準グランプリ)
- つづきの一歩/上村奈帆監督 - 山城美紀役(2017)[2]
- 夜、逃げる/山田佳奈監督 - 江ノ島カップル役 (2016)
- 15 歳/鈴木勇輝監督 杉本役 (2016)
- 愛・工作/新原亮兵監督 - 主演・鈴木理緒役　(2015)
- 再見（北澤輝樹監督） - 須藤薫 役[3]
- 革命から遠くはなれて（宮下浩平監督） - 矢島理佐 役　(2014)
- リアル鬼ごっこ4（安里麻里監督） - 女子高生 役 (2012)

### テレビ
- ワカコ酒 Season6 第11夜（2022年3月22日、BSテレ東） - 「囲坊主」店員 役[4]
- お茶にごす
- シリーズ横溝正史短編集 金田一耕助『黒蘭姫』（2016年11月24日、NHK BSプレミアム） - 綾子 役
- シリーズ・江戸川乱歩短編集 1925年の明智小五郎 D坂殺人事件（2016年1月11日、NHK BSプレミアム） - カフェの女給役
- かもしれない女優たち（2015年6月23日、フジテレビ） - 撮影スタッフ 役 / 雑誌編集者 役
- 3人の刑事（フジテレビ、　富田勝典監督） - ウエイトレス 役
- ニンゲン観察バラエティ モニタリング（TBS） - 準レギュラー・仕掛け人 役
- ニッポンお騒がせ人物伝 禁断の果実を食べた女達〜アナタハンの女王事件〜（2015年1月28日、テレビ東京） - 恵子 役

### CM
- 森永乳業マウントレーニアTVCM (2020)
- サントリー 烏龍茶　「焼肉甲子園」篇 - コック 役

### 舞台
- 野外劇〜誕生〜（2017年9月23日 - 24日、88生まれの女たち公演）[5]
- 放課後のユートピア（2016年7月27日 - 31日、劇団ナナカマド公演）[6][7][8]
- 200人の目撃者（2015年6月、アロックDDCアトリエ公演）
- grase（舞台芸術学院ステージアーティスト別科修了公演）
- クロネコフォードコッポラ（2015年2月18日 - 22日、ハイバネカナタ公演）[9][10][11]
- ALice,where are you going?/アリスどこに行くの?（2014年9月26日 - 10月1日、バストリオ公演）[12][13][14]
- ダイアナ（2014年8月8日 - 11日、feblabo×シアター・ミラクルプロデュース公演）[15][16]
- 初級恋愛講座（2014年7月12日 - 13日、エビ大塾TRIAL ACT vol.2）
- 僕の偉大なるアイザック・ニュートン（2013年11月13日 - 17日、Feblaboプロデュース公演）[17][18]
- イキヌクキセキ～十年目の願い（2013年4月10日 - 13日、音楽朗読劇場）
- おちないリンゴ（2012年5月4日 - 8日、東京俳優市場公演）
- 夏の夜風（2011年7月14日 - 18日、劇団かさぶた公演）[19]
- 最期の決断、その前に（2011年1月18日、劇団かさぶた公演）[20]
- へなちょこヴィーナス（2010年9月1日 - 5日、ストレイドッグ番外公演）[21]

### WEBドラマ
- JALインフォマーシャル　ミニドラマ「今ラインをこえて」
- 鳥取県PR映像「ずっとここにある」 - 茉紀 役[22][23]

### その他
- VP   G.U Drive
- STILL　エスエス製薬　エスカップ
- VP　警視庁　風俗経営について - ガールズバーの店員 役
- VP　メットライフアリコ - 看護師 役
- WEB　ポスト・イット
- WEB　ニュースキンジャパン
- DVD　ぞくり。 怪談夜話 呪われた八編 - 千恵(幽霊) 役[24]
- PV　ぽこた「ドラマチック夢物語」